# A Lot Like Love
A Lot Like Love (bra: De Repente é Amor; prt: O Amor Está no Ar) é um filme norte-americano de 2005, do gênero comédia dramático-romântica, dirigido por Nigel Cole, com roteiro de Colin Patrick Lynch.

## Sinopse
O filme é centrado no relacionamento entre Oliver e Emily. Eles se encontraram pela primeira vez em um voo de Los Angeles para Nova Iorque, há sete anos, quando perceberam que não combinavam.
Nos sete anos seguintes a esse encontro eles se reveem várias vezes, e começam a se conhecer, tornando-se, posteriormente, grandes amigos. Mudam de emprego e de parceiros várias vezes, porém nunca deixam de se encontrar.
Ambos sofrem com relacionamentos que falharam e, finalmente, num novo reencontro, eles se dão conta que podem ser o par que o outro procurava.

## Elenco principal
- Amanda Peet .... Emily Friehl
- Ashton Kutcher .... Oliver Martin
- Kathryn Hahn .... Michelle
- Kal Penn .... Jeeter
- Ali Larter .... Gina
- Taryn Manning .... Ellen Geary
- Tyrone Giordano .... Graham Martin
- Gabriel Mann .... Peter
- Jeremy Sisto .... Ben

## Trilha sonora
Foi lançada pela Columbia Records
- Semi-Charmed Life - Third Eye Blind
- Walkin' On The Sun - Smash Mouth
- Save Tonight - Eagle-Eye Cherry
- Mint Car - The Cure
- Mad About You - Hooverphonic
- Trouble - Ray Lamontagne
- Know Nothing - Travis & Bob
- If You Leave Me Now - Chicago
- Brighter Than Sunshine - Aqualung
- Hands Of Time - Groove Armada
- Look What You've Done - Jet
- Breathe (2 AM) - Anna Nalick
- Maybe It's Just Me - Butch Walker
- I'll Be There for You - Bon Jovi
- Bodyrock- Moby

## Recepção
O filme estreou em 2.502 telas dos Estados Unidos em 22 de abril de 2005, tendo arrecadado 7 576 593 dólares na semana de estreia e ocupando o quarto lugar, atrás de The Interpreter, The Amityville Horror e Sahara. Ao final, contabilizou US$ 21 845 719 nos EUA e US$ 21,041 milhões nos mercados externos, totalizando US$ 42 886 719 no mundo.